# Ghislaine Roquet
Pour les articles homonymes, voir Roquet (homonymie).
Sœur Marie-Laurent de Rome CC, née Ghislaine Roquet le 3 mai 1926 à Ottawa et morte le 31 mai 2016 à Montréal, est une moniale catholique des Sœurs de Sainte-Croix et professeure de philosophie connue pour avoir été membre de la Commission Parent. Elle devient compagnon de l'Ordre du Canada en 1970. 

## Biographie
Ghislaine Roquet nait en 1926 de Laurent Roquet et de Laurette Bélanger, et est la fille aînée d'une famille de sept enfants, dont Louis Roquet, haut-fonctionnaire. 
Elle fait sa maîtrise à l'université Laval en philosophie, puis sa maîtrise en théologie, à l'université de Montréal, et obtient son doctorat en philosophie à la Sorbonne. Elle reçoit un diplôme de 2e cycle en administration à l'École des hautes études commerciales de Montréal en 1980. 
De 1961 à 1966, Roquet est une des commissaires de la Commission Parent, commission d'enquête présidée par Mgr Alphonse-Marie Parent, recteur de l'université Laval, responsable de faire état de la situation de l'enseignement au Québec. Au moment de sa nomination, elle était professeure de philosophie au Collège Basile-Moreau, collège classique pour jeunes filles. Elle a été choisie pour être membre de la commission grâce à l'assistante du réalisateur d'un programme télévisé qui avait invité sur le plateau une de ses anciennes enseignantes, sa prestation avait frappé Jean Lesage. Celle-ci a refusé et a proposé d'autres religieuses, qui ont toutes refusé jusqu'à ce qu'elle accepte. Après la publication du rapport Parent, elle a pris part à plusieurs groupes de réflexion comme le Pont entre les générations, où elle a critiqué certains aspects du rapport et la façon dont il a été appliqué.
En 1963, elle présente sa thèse de théologie à l'Institut supérieur de Sciences religieuses de l'Université de Montréal pour obtenir sa maîtrise en art. Elle commence sa carrière universitaire à la faculté de philosophie de l'université Laval, où elle enseigne de 1968 à 1971. Elle enseigne par la suite à la faculté d'éducation de l'université de Montréal de 1972 à 1975. Roquet est ensuite employée par le ministère de l'Éducation et y occupe divers postes reliés à la direction. De 1987 à sa mort, elle est employée par les éditions Fides où elle est notamment adjointe à l'édition religieuse et littéraire et directrice littéraire des éditions Bellarmin, filiale de Fides depuis 1990,. Elle était aussi représentante de la Congrégation de Sainte-Croix pour la province de Québec.
Parmi d'autres postes administratifs qu'elle occupe sont représentante du Canada à l'Assemblée générale des Nations Unies en 1968, représentante du Canada à l'UNESCO pour l'année internationale de l'éducation en 1970, déléguée du Canada au Conseil international de la langue française de Grenoble en 1980 et présidente de l'Association canadienne d'éducation de langue française de 1980 à 1984 et de l'Association des religieuses enseignantes de 1984 à 1994,. 
Roquet intègre le pavillon Saint-Joseph de Ville Saint-Laurent, l'infirmerie des Sœurs de Sainte-Croix, en 2014 et y meurt le 31 mai 2016 à l'âge de 90 ans. Ses funérailles sont célébrées à la chapelle des Sœurs de Sainte-Croix le 4 juin 2016.

## Distinctions

Galon de compagnon de l'Ordre du Canada.

Le 26 juin 1970, Roquet se fait remettre le titre de compagnon de l'Ordre du Canada pour ses efforts pour la réforme de l'éducation au Québec. Elle est investie le 28 octobre 1970. 